# Listă de plante medicinale
Aceasta este o listă de plante medicinale:
Plantele medicinale sunt specii vegetale, cultivate sau spontane, care prin compoziția lor chimică au proprietăți farmaceutice și sunt folosite în terapeutica umană și veterinară.

## Listă de plante medicinale
Brândușa 